# 亞納科查湖 (阿基亞區)
10°02′32.4″S 77°12′30.1″W / 10.042333°S 77.208361°W
亞納科查湖（Yanaqucha），是秘魯的湖泊，位於該國北部安卡什大區，由博洛涅西省的阿基亞區負責管轄，該湖泊面積0.19平方公里，海拔高度4,373米。